# بیمارستان دانشگاه آقاخان کراچی
بیمارستان دانشگاه آقاخان کراچی (به انگلیسی: Aga Khan University Hospital, Karachi) بیمارستانی خصوصی در شهر کراچی پاکستان است که در ۱۹۸۵ میلادی ساخته شد و دارای ۵۴۲ تخت است.